# Wioślarstwo na Letnich Igrzyskach Olimpijskich 2024
Wioślarstwo na Letnich Igrzyskach Olimpijskich 2024 rozegrane zostało w dniach 27 lipca – 3 sierpnia 2024 roku podczas igrzysk w Paryżu. Zmagania odbyły się na terenie Stade Nautique de Vaires-sur-Marne w podparyskiej miejscowości Vaires-sur-Marne.

## Rozgrywane konkurencje
| Konkurencja                  | Kobiety | Mężczyźni |
| ---------------------------- | ------- | --------- |
| jedynka                      | W1x     | M1x       |
| dwójka podwójna              | W2x     | M2x       |
| dwójka podwójna wagi lekkiej | LW2x    | LM2x      |
| dwójka bez sternika          | W2-     | M2-       |
| czwórka podwójna             | W4x     | M4x       |
| czwórka bez sternika         | W4-     | M4-       |
| ósemka                       | W8+     | M8+       |

## Rezultaty

### Mężczyźni
| Konkurencja                         | Złoto | Czas    | Srebro | Czas    | Brąz | Czas    |
| M1x (jedynka)                       | Oliver Zeidler | 6:37,57 | Yauheni Zalaty | 6:42,96 | Simon van Dorp | 6:44,72 |
| M2x (dwójka podwójna)               | Rumunia · Andrei Cornea · Marian Enache | 6:12,58 | Holandia · Melvin Twellaar · Stef Broenink | 6:13,92 | Irlandia · Daire Lynch · Philip Doyle | 6:15,17 |
| LM2x (dwójka podwójna wagi lekkiej) | Irlandia · Fintan McCarthy · Paul O'Donovan | 6:10,99 | Włochy · Stefano Oppo · Gabriel Soares | 6:13,33 | Grecja · Petros Gkaidatzis · Antonios Papakonstantinou | 6:13,44 |
| M2- (dwójka bez sternika)           | Chorwacja · Martin Sinković · Valent Sinković | 6:23,66 | Wielka Brytania · Oliver Wynne-Griffith · Thomas George | 6:24,11 | Szwajcaria · Roman Röösli · Andrin Gulich | 6:24,76 |
| M4x (czwórka podwójna)              | Holandia · Lennart van Lierop · Finn Florijn · Tone Wieten · Koen Metsemakers                                                                                 | 5:42,00 | Włochy · Luca Chiumento · Luca Rambaldi · Giacomo Gentili · Andrea Panizza                                                                                         | 5:44,40 | Polska · Fabian Barański · Mateusz Biskup · Dominik Czaja · Mirosław Ziętarski                                                                                               | 5:44,59 |
| M4- (czwórka bez sternika)          | Stany Zjednoczone Nick Mead · Justin Best · Michael Grady · Liam Corrigan                                                                                     | 5:49,03 | Nowa Zelandia · Oliver Maclean · Logan Ullrich · Tom Murray · Matt Macdonald                                                                                       | 5:49,88 | Wielka Brytania · Oliver Wilkes · David Ambler · Matt Aldridge · Freddie Davidson                                                                                            | 5:52,42 |
| M8+ (ósemka)                        | Wielka Brytania · Morgan Bolding · Sholto Carnegie · Rory Gibbs · Thomas Ford · Jacob Dawson · Charles Elwes · Thomas Digby · James Rudkin · Harry Brightmore | 5:22,88 | Holandia · Ralf Rienks · Olav Molenaar · Sander de Graaf · Ruben Knab · Gert-Jan van Doorn · Jacob van de Kerkhof · Jan van der Bij · Mick Makker · Dieuwke Fetter | 5:23,92 | Stany Zjednoczone · Henry Hollingsworth · Nicholas Rusher · Christian Tabash · Clark Dean · Christopher Carlson · Peter Chatain · Evan Olson · Pieter Quinton · Rielly Milne | 5:25,28 |

### Kobiety
| Konkurencja                         | Złoto | Czas    | Srebro | Czas    | Brąz | Czas    |
| W1x (jedynka)                       | Holandia · Karolien Florijn | 7:17,28 | Nowa Zelandia · Emma Twigg | 7:19,14 | Litwa · Viktorija Senkutė | 7:20,85 |
| W2x (dwójka podwójna)               | Nowa Zelandia · Brooke Francis · Lucy Spoors | 6:50,45 | Rumunia · Ancuța Bodnar · Simona Radiș | 6:50,69 | Wielka Brytania · Mathilda Hodgkins-Byrne · Becky Wilde | 6:53,22 |
| LW2x (dwójka podwójna wagi lekkiej) | Wielka Brytania · Emily Craig · Imogen Grant | 6:47,06 | Rumunia · Gianina van Groningen · Ionela Cozmiuc | 6:48,78 | Grecja · Dimitra Kontou · Zoi Fitsiou | 6:49,28 |
| W2- (dwójka bez sternika)           | Holandia · Ymkje Clevering · Veronique Meester | 6:58,67 | Rumunia · Ioana Vrînceanu · Roxana Anghel · | 7:02,97 | Australia · Jessica Morrison · Annabelle McIntyre | 7:03,54 |
| W4x (czwórka podwójna)              | Wielka Brytania · Lauren Henry · Hannah Scott · Lola Anderson · Georgina Brayshaw                                                                                         | 6:16,31 | Holandia · Laila Youssifou · Bente Paulis · Roos de Jong · Tessa Dullemans                                                                                                | 6:16,46 | Niemcy · Maren Völz · Tabea Schendekehl · Leonie Menzel · Pia Greiten                                                                                           | 6:19,70 |
| W4- (czwórka bez sternika)          | Holandia · Marloes Oldenburg · Hermijntje Drenth · Tinka Offereins · Benthe Boonstra                                                                                      | 6:27,13 | Wielka Brytania · Helen Glover · Esme Booth · Samantha Redgrave · Rebecca Shorten                                                                                         | 6:27,31 | Nowa Zelandia · Jackie Gowler · Phoebe Spoors · Davina Waddy · Kerri Williams                                                                                   | 6:29,08 |
| W8+ (ósemka)                        | Rumunia · Adriana Adam · Roxana Anghel · Amalia Bereș · Ancuta Bodnar · Maria-Magdalena Rusu · Maria Lehaci · Ioana Vrînceanu · Simona Radiș · Victoria-Ștefania Petreanu | 5:54,39 | Kanada · Abigail Dent · Caileigh Filmer · Kasia Gruchalla-Wesierski · Maya Meschkuleit · Sydney Payne · Jessica Sevick · Kristina Walker · Avalon Wasteneys · Kristen Kit | 5:58,84 | Wielka Brytania · Annie Campbell-Orde · Holly Dunford · Emily Ford · Lauren Irwin · Heidi Long · Rowan McKellar · Eve Stewart · Harriet Taylor · Henry Fieldman | 5:59,51 |

## Tabela medalowa
| Miejsce | Reprezentacja                    | Złoto | Srebro | Brąz | Razem |
| ------- | -------------------------------- | ----- | ------ | ---- | ----- |
| 1       | Holandia                         | 4     | 3      | 1    | 8     |
| 2       | Wielka Brytania                  | 3     | 2      | 3    | 8     |
| 3       | Rumunia                          | 2     | 3      | 0    | 5     |
| 4       | Nowa Zelandia                    | 1     | 2      | 1    | 4     |
| 5       | Niemcy                           | 1     | 0      | 1    | 2     |
| 5       | Stany Zjednoczone                | 1     | 0      | 1    | 2     |
| 5       | Irlandia                         | 1     | 0      | 1    | 2     |
| 8       | Chorwacja                        | 1     | 0      | 0    | 1     |
| 9       | Włochy                           | 0     | 2      | 0    | 2     |
| 10      | Kanada                           | 0     | 1      | 0    | 1     |
| –       | Indywidualni sportowcy neutralni | 0     | 1      | 0    | 1     |
| 11      | Grecja                           | 0     | 0      | 2    | 2     |
| 12      | Litwa                            | 0     | 0      | 1    | 1     |
| 12      | Polska                           | 0     | 0      | 1    | 1     |
| 12      | Szwajcaria                       | 0     | 0      | 1    | 1     |
| 12      | Australia                        | 0     | 0      | 1    | 1     |
| Razem   | Razem                            | 14    | 14     | 14   | 42    |